# Angelo Dionisi
Angelo Dionisi (Cantalice, 11 aprile 1943) è un politico italiano.

## Biografia
Medico, esponente del Partito Comunista Italiano, dal 1985 diventa sindaco di Cantalice, restando in carica fino al 1990.
Nel 1987 viene eletto senatore con il PCI. Non condividendo la Svolta della Bolognina, nel 1991 aderisce a Rifondazione Comunista, con cui viene rieletto senatore nel 1992, confermando il seggio anche nel 1994. Termina il proprio mandato parlamentare nel 1996.
Nel 1998 è eletto consigliere comunale a Rieti con il PRC, restando in carica fino al 2002.